# Alexander Lion
Alexander Franz Anton Lion (* 15. Dezember 1870 in Berlin; † 2. März 1962 in Schwabmünchen) war ein deutscher Arzt und Pfadfinder. Er gründete gemeinsam mit Maximilian Bayer die deutsche Pfadfinderbewegung. Er prägte den Begriff „Pfadfinder“ als deutsche Übersetzung des englischen Boy Scout.

## Leben

### Jugend und frühe Pfadfinderbewegung
Lion wurde als dritter Sohn von zehn Kindern einer jüdischen Bankiersfamilie geboren. Er war der Sohn des Kaufmanns und Bankiers Max Lion (* 5. Mai 1829 in Neustadt O.S.; † 21. September 1890 in Berlin) und dessen Ehefrau Cäcilie, geborene Loeser (1835–1919). Zwischen 1876 und 1880 erhielt er häuslichen Privatunterricht und besuchte danach das Gymnasium. Im Alter von 16 Jahren verließ Lion die jüdische Gemeinde, lebte zunächst konfessionslos und ließ sich später katholisch taufen.
Am 9. August 1888 rettete er im niederländischen Den Haag einem ins Wasser gefallenen Jungen das Leben. Dafür wurde er am 5. August 1889 mit der bronzenen Ehrenmedaille des Ordens von Oranien-Nassau ausgezeichnet.
Im Gymnasium erlernte er die französische Sprache und durch privaten Zusatzunterricht die englische. Nach dem Besuch des Gymnasiums studierte er 1891 bis 1896 an den Universitäten von Würzburg, Berlin und Kiel Medizin.
Ostern 1893 trat er als Einjährig-Freiwilliger in die Bayerische Armee ein. 1904/06 diente Lion freiwillig während des Aufstands der Herero und Nama als Stabsarzt in Deutsch-Südwestafrika. Obwohl er dort größtenteils in seiner Funktion als Arzt diente, nahm er auch freiwillig an Kampfhandlungen teil. In Windhoek traf Lion Weihnachten 1904 erstmals auf seinen späteren Mitstreiter bei der Gründung des deutschen Pfadfindertums, Hauptmann Maximilian Bayer, ohne dass es zu einer freundschaftlichen Bindung kam. In den Jahren 1907 und 1908 bat Lion erneut darum, nach Deutsch-Südwestafrika versetzt zu werden. Diese Bitten wurden jedoch abgelehnt, vermutlich wegen seiner anglophilen Haltung.
Am 17. März 1908 wurde Lion beim Lesen der englischen Tageszeitung Times durch den Artikel Scouting as a sport (Pfadfinden als Sport) auf den Gründer der Weltpfadfinderbewegung Robert Baden-Powell aufmerksam. Für den August desselben Jahres ist der Beginn des schriftlichen Kontaktes mit Baden-Powell nachweisbar. Der älteste bisher bekannte Brief von Baden-Powell ist auf den 23. August 1908 datiert. Kurz danach erschien Lions erste Pfadfinderschrift unter der Überschrift „Koloniale Jugenderziehung“. Sie behandelte das pfadfinderische Erziehungswesen.
Während einer einmonatigen Studienreise durch England besuchte er 1908 in London für drei Tage Baden-Powell, der Lion zu diesem Anlass mit dem Überreichen einer Pfadfinderlilie in die Pfadfinderbewegung aufnahm. Im Mai 1909 veröffentlichte Lion gemeinsam mit Maximilian Bayer das Pfadfinderbuch, das ab 1911 unter dem Titel Jungdeutschlands Pfadfinderbuch weitere Auflagen erlebte. Mit diesem Buch, einer den deutschen Verhältnissen angepassten Übertragung von Scouting for Boys, prägte Lion den Begriff Pfadfinder als deutsche Übersetzung des englischen Boy Scout. Um die im Deutschen Reich entstandenen Pfadfindergruppen zusammenzufassen, wurde 1911 der Deutsche Pfadfinderbund gegründet, zu dessen Gründungsmitgliedern Lion zählte.
Zwischen Oktober und November 1912 kam es zu massiven Anwürfen gegen Bayer, Lion und von Seckendorff durch General von Jacobi. Er warf den Herausgebern des Pfadfinderbuches unter anderem Mangel an Vaterlandsliebe, Königstreue und religiösen Empfindungen vor. Von Jacobi ließ zu diesem Anlass sogar eine Schmähschrift drucken, die antisemitisch ausgelegt war und auf Lions jüdische Geburt anspielte. So spottete Jacobi vom Pfadfinderförderverein „Jugendsport in Feld und Wald“, als „Judensport in Wald und Feld“ und nannte den Pfadfinderförderer Generalkonsul Baschwitz einen „eitlen“, „jüdischen“ Herren.
Im Februar 1912 beteiligten sich Bayer, Lion und von Seckendorff als Autoren an dem von Elise von Hopffgarten herausgegebenen „Pfadfinderbuch für junge Mädchen“. Frei von patriotischen Parolen wollte es ein selbstbestimmtes Leben junger Frauen fördern.

### Erster Weltkrieg
Zu Beginn des Ersten Weltkriegs wurde er Chefarzt des 12. Feldlazaretts im II. Armee-Korps und war stets bei der Bergung der Verwundeten in den vordersten Linien zu finden. Im Herbst desselben Jahres erhielt er das Eiserne Kreuz II. Klasse. Ab 14. Oktober 1915 versetzte man ihn als Chefarzt zur 3. Sanitäts-Kompagnie der 2. Infanterie-Division. Im Kampfraum von Lens und La Bassée versuchte er ebenfalls, die Verwundeten aus den Todeszonen zu bergen. Dafür erhielt er am 21. Dezember desselben Jahres das bayerische Verdienstkreuz II. Klasse.
Ende 1915 wurde Lion vom deutschen Stab im Osmanischen Reich angefordert. Dort hatte Colmar Freiherr von der Goltz, ein großer Förderer der deutschen Pfadfinderbewegung und Unterstützer Lions und Bayers kurze Zeit zuvor das Kommando der 6. osmanischen Armee (Mesopotamien) übernommen. Das Osmanische Reich stand auf der Seite der Mittelmächte. Dies führte zu einer Eskalation des Konfliktes um die arabische Halbinsel mit Großbritannien. Dessen Truppen operierten vornehmlich von Ägypten aus. Eine Landung an den Dardanellen schlug fehl, eine Landung bei Basra hingegen war erfolgreich. In Zusammenarbeit mit dem deutschen Stab befahl die türkische Heeresleitung eine türkische Expedition gegen den Suezkanal, bei der Lion am 14. Januar 1916 als Chefarzt die Leitung des deutschen 212. Feldlazaretts übernahm. Ab April nahm er als Korpsarzt des osmanischen 1. Expeditionskorps unter Oberst Kreß von Kressenstein an dem Vorstoß durch die Sinaihalbinsel bis zum Suezkanal teil. Im August erkrankte Lion an der tropischen Ruhr. Im Oktober verlieh ihm der Sultan für sein ärztliches Engagement den Eisernen Halbmond. Knapp einen Monat später kehrte er vom orientalischen Kriegsschauplatz nach München zurück, wo seine Familie inzwischen lebte.
1917 kehrte er als Chefarzt an die türkische Front zurück und erhielt im Juni die Silberne Liakat-Medaille mit Säbeln. Danach wurde Lion an der siebenbürgisch-rumänischen Front eingesetzt und machte zwischen September und November die Stellungskämpfe beim Verband der in der Bukowina liegenden Kavallerie-Division mit. Nach dem Waffenstillstand an der Rumänischen Front war er ab 16. Dezember als Divisionsarzt wieder in Frankreich bei Reims und an der Somme. Für die Bergung Verwundeter unter großer Gefahr erhielt Lion als Divisionsarzt am 27. Mai 1918 das Eiserne Kreuz I. Klasse und im August den Militärverdienstorden III. Klasse mit Schwertern. Zu Kriegsende befand er sich als Divisionsarzt der 39. Reserve-Division bei Stellungskämpfen in den Vogesen.

### Weimarer Republik
Am 21. Januar 1919 trat Lion zunächst zum Grenzschutz Ost (45. Reserve-Division, Insterburg) über, stellte am 23. Februar eine Freiwilligenkompagnie in Danzig-Langfuhr auf und nahm zwischen dem 2. Mai und dem 21. Juni als Führer der in Danzig rekrutierten Freikorps-Kompagnie im Freikorps Epp an der Zerschlagung der zweiten Münchner Räterepublik teil. Mit seinem Korps aus 200 Mann Infanterie und 20 Lanzenreitern zog Lion am 2. Mai durch das Karlstor in München ein.
Nach seiner Entlassung aus der Reichswehr 1920 arbeitete Lion ab 1921 als praktischer Arzt und Badearzt im Kurort Oberhof in Thüringen. Er war zudem Inspekteur des Deutschen Roten Kreuzes im Bezirk Gotha. Von 1923 bis 1926 war er aktives Mitglied der Deutschen Demokratischen Partei.
Während Lion den Großteil der 20er Jahre sich nicht aktiv bei den Pfadfindern engagierte, da er meinte das Pfadfindertum würde durch seine jüdische Herkunft und der „Rassenfrage“ zu sehr belastet werden, wurde er 1928 wieder aktiv. Im Herbst 1928 nahm er Kontakt mit dem Bund der Reichspfadfinder auf. Dazu nahm er auf Gesuchen des Bundes der Reichspfadfinder und Späher und nach einer Einladung aus England am 3. Jamboree teil. Danach gründete er eine kleine Gruppe in Oberhof.
Vom 23. bis 26. Mai 1931 nahm er am 6. Bundeslager des Bundes der Reichspfadfinder auf der Burgruine Greene bei Kreiensen teil. Beim anschließenden Arbeitslager leitete er als Generaloberarzt mit Unterstützung der Sanitätskolonne Kreiensen die Pfadfinderübungen zum Bereich Erste Hilfe. Nach einem Unfall im Brandleitetunnel nahe Oberhof leistete Lion am 1. August desselben Jahres unter Einsatz seines Lebens Rettungsmaßnahmen. Zudem half er einige Bünde, um den Jahreswechsel 1932/1933 zur Reichsschaft Deutscher Pfadfinder zusammenzuschließen.

### Im Nationalsozialismus
1935 wurden ihm aufgrund der Nürnberger Rassengesetze die Bürgerrechte entzogen, nach denen er als Jude eingestuft worden war.
Auch während des Dritten Reichs erhielt Lion die Kontakte zu seinen ausländischen Pfadfinderfreunden aufrecht. Die Gestapo fand 1938 nach dem Anschluss Österreichs in Wien Briefe von ihm an Emmerich Teuber. Teuber hatte die nun belastenden Dokumente trotz Lions Bitte um sofortige Vernichtung aufbewahrt, die vor Kontakten zur Reichsjugendführung und zur Hitler-Jugend warnten. Der Fund löste eine Verhaftungswelle unter den Pfadfindern aus. Lion wurde am 2. November 1938 von der Gestapo in Schwarzlack/Brannenburg abgeholt und nach langen Verhören am 19. November in die Gestapozentrale Berlin, Prinz-Albrecht-Straße, verbracht. Von dort kam er im Februar 1939 in das Untersuchungsgefängnis Moabit und wurde im Mai in das Untersuchungsgefängnis Neudeck in München gebracht. Dort wurde ihm gemeinsam mit Emmerich Teuber und dem Mitstreiter H. Prohaska vor einem Sondergericht der Prozess gemacht. Durch geschickte Prozessführung erreichte ihr Verteidiger eine nur zehnmonatige Strafe. Ab 1939 hielt sich Lion in Kolbermoor auf (Gasthof Pullach), wurde aber 1942 von einem parteitreuen Mitbürger anhand einer entstellten Äußerung denunziert, jedoch vom Kolbermoorer Bürgermeister persönlich in Sicherheit gebracht. Dieser hatte als NSDAP-Mitglied in Erfahrung gebracht, dass ein Lynchkommando der SA im Anmarsch war, welches „einen Juden ausheben wolle“.
Am 13. April 1944 wurde Lions Bruder Richard und am 19. April 1945 dessen Frau Beatrice im Konzentrationslager Bergen-Belsen ermordet.

### Nach dem Zweiten Weltkrieg
Gleich nach dem Zweiten Weltkrieg, vom Sommer 1945 bis zum 15. Oktober 1949, wurde Lion Leiter des Kreisjugendamtes in Bad Aibling. Von dort aus wirkte er am Aufbau des Bundes Deutscher Pfadfinder (BDP) mit, der ihn im Oktober 1948 zum Ehrenpräsidenten ernannte.
Er wurde zum Motor für den Wiederaufbau der Pfadfinderbewegung, zunächst in Bayern, aber mit Wirkung für ganz Deutschland. Mit seiner Hilfe konnte zwischen dem 8. und 10. Juni 1946 das erste genehmigte Pfadfinderlager der Nachkriegszeit im Isartal nahe München stattfinden. Im selben Jahr wurde unter der Ehrenpräsidentschaft Lions in Bayern der Bund Deutscher Pfadfinder gegründet. Im Juli und August desselben Jahres fand ein Pfadfinderlager mit Gruppen aus Westdeutschland (München, Köln, Hessen) am Chiemsee statt. Am 16. Oktober 1946 wurde vom Radio München ein Vortrag Lions über die Pfadfinderbewegung verbreitet. Im selben Jahr wurde er als „Verfolgter des Nationalsozialistischen Regimes“ anerkannt. Zwischen 1946 und 1948 war er Mitglied der Spruchkammer für Entnazifizierung in Bad Aibling.
Am 18. April 1947 wurde er zum Ehrenmitglied des neu gegründeten Österreichischen Pfadfinderbundes ernannt.
Vom 3. bis 13. August 1951 nahm er am 7. World Jamboree auf dem Gelände des ehemaligen Obersalzkammer-Golfklubs von Bad Ischl (Österreich) teil. Im selben Jahr, am 15. Dezember, verlieh ihm der Bundesfeldmeister des BDP, Kajus Roller, die goldene Rautenlilie.
1961 setzte er sich in zahlreichen Briefen und Diskussionen für eine Vereinigung des BDP mit dem neuen Deutschen Pfadfinderbund ein.
Alexander Lion starb am 3. März 1962 auf Schloss Elmischwang. Er wurde auf dem Friedhof von Fischach beerdigt.

## Ehrung
Wie andere prägende deutsche Pfadfinder- und Jugendführer erhielt Alexander Lion einen Gedenkstein auf dem vom Nerother Wandervogel initiierten Ehrenhain der Deutschen Jugendbewegung bei Burg Waldeck.

## Publikationen
- Untersuchungen über den Keimgehalt und die Desinfection benutzter Bücher. Inaugural-Dissertation, Stahelsche königliche Hof. Buchdruckerei, Würzburg 1895.
- Die Kulturfähigkeit des Negers und die Erziehungsaufgaben der Kulturnationen. Süsserott, Berlin 1908 (Koloniale Abhandlungen 15)
- Tropenhygienische Ratschläge. Verlag der Aerztlichen Rundschau, Otto Gmelin, München 1907. 2. Auflage 1914.
- Das Pfadfinderbuch. Reprint. Deutscher Spurbuchverlag, Baunach 1987, ISBN 3-88778-164-3.
- Wie werde ich Pfadfinder. Deutsche Sportbücherei Band 8/9. Grethlein & Co., Leipzig und Zürich 1920.